# گیسی، کوچی
گیسی، کوچی (به لاتین: Geisei, Kōchi) یک منطقهٔ مسکونی در ژاپن است که در Aki District واقع شده‌است. گیسی  ۴٬۰۳۴ نفر جمعیت دارد.